# مالفرن (ورشستر)

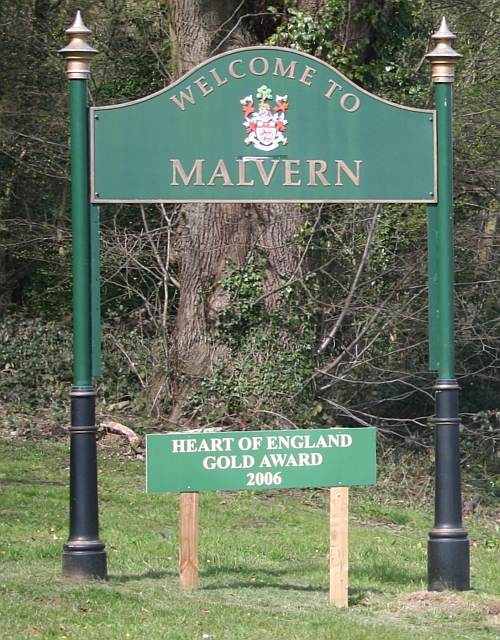
لافتة تُرحِّب بالقادمين إلى مالفرن في أحد الطرق المجاورة لوسط البلدة.

مالفرن (بالإنجليزية: Malvern)‏ هي بلدة وأبرشية مدنيَّة إنجليزيَّة تشتهر بينابيعها المعدنيَّة. تقع ضمن مقاطعة ورشستر ممتدةً على سفح تلال مالفرن المُصنَّفة ضمن المناطق ذات الجمال الطبيعيّ الأخَّاذ. تندرج منطقة مالفرن الكبرى الواقعة وسط البلدة تحت مظلَّة مناطق الحفظ التاريخيَّة. شهِدت تلك المنطقة بالذات نموًا كبيرًا خلال العصر الفكتوريّ بسبب غِنى المناطق المجاورة لها بينابيع المياه المعدنيَّة ومن بينها نبع مالفرن.
بلغَ تعداد سكان مالفرن 29,626 نسمة بحسب تعداد عام 2011. تتبع للبلدة منطقة مالفرن الكبرى على الجانب الشرقيّ المُنحدِر من تلال مالفرن، بالإضافة إلى مقاطعة مالفرن لينك الحضريَّة السابقة المُستقلة. تفصل مناطق شاسعة من الأراضي والحقول المشتركة بين العديد من الضواحي والمستوطنات الكبرى التي تتألَّف منها البلدة. غالبًا ما يُطلق اسم المالفرنز على المنطقة بأكملها التي تضم كذلك الأبرشيات المدنيَّة الأصغر المجاورة لحدود المدينة وتلال مالفرن.
تُشير الأدلة الأثريَّة المُكتشفة إلى استقرار البشر في المنطقة خلال العصر البرونزيّ نحو عام 1000ق.م، ولكن من غير المعروف ما إذا كانت تلك المستوطنات دائمة أم مؤقَّتة. يعود تاريخ تأسيس البلدة إلى القرن الحادي العشر حينما بادرت مجموعة من الرهبان البندكتيين إلى إنشاء دير على سفح أعلى قمم تلال مالفرن.:17–24 شهِدت البلدة تطوّرًا مُتسارع الخطى إبَّان القرن التاسع عشر بعدما أضحت مقصدًا للكثيرين ممن ابتغوا التعالج بمياه ينابيعها حيث تبدَّلت أحوالها وتحوَّلت من قرية صغيرة إلى مجمعٍ حضريّ مترامي الأطراف.:197–198 انتقلَ تركيز البلدة إلى القطاع التعليميّ بعيد تراجع السياحة الاستجماميَّة في المنطقة مع حلول أواخر القرن التاسع عشر حيث أُنشِأت فيها عدَّة مدارس داخليَّة خاصَّة في فيلات كبيرة ومبانٍ لفنادق سابقة. توسَّعت البلدة مرَّة أخرى عقِب انتقال شركة مؤسَّسة بحوث الاتصالات إليها في عام 1942. ما تزال شركة كنيتيك (التي خلِفت مؤسَّسة البحوث) الجهة الأكثر توظيفًا في البلدة حتَّى يومنا هذا.
تعدّ مالفرن أكبر تجمُّع سكنيُ في دائرة ورشستر الغربيَّة البرلمانيَّة ومقاطعة تلال مالفرن، وهو ما جعلها المركز الإداريّ للمقاطعة سالِفة الذكر. وهي تمتد بجوار منطقة تلال مالفرن المُصنَّفة ضمن المناطق ذات الجمال الطبيعيّ الأخَّاذ. يتولّى مجلس بلدة مالفرن من مكاتبه في مالفرن الكبرى الشؤون الإداريَّة الخاصَّة بالأبرشية المدنيَّة.

## أصل التسمية
أُشتق اسم مالفرن من كلمة «moel-bryn» باللغة الويلزيَّة القديمة بمعنى التلّة العاريَّة أو القرعاء، ولذلك فإن المكافئ للكلمة باللغة الويلزيَّة الحديثة هو «moelfryn» بمعنى التلّة القرعاء. كما عُرِفت باسم مالفيرنا (خلال القرن الحادي عشر)، ومالفيرن (خلال القرن الثاني عشر). كما أُشِير إليها باسم ماتش مالفرن (خلال الفترة من القرن السادس عشر إلى القرن السابع عشر).

## التاريخ

### من العصر البرونزي حتَّى العهد الرهباني

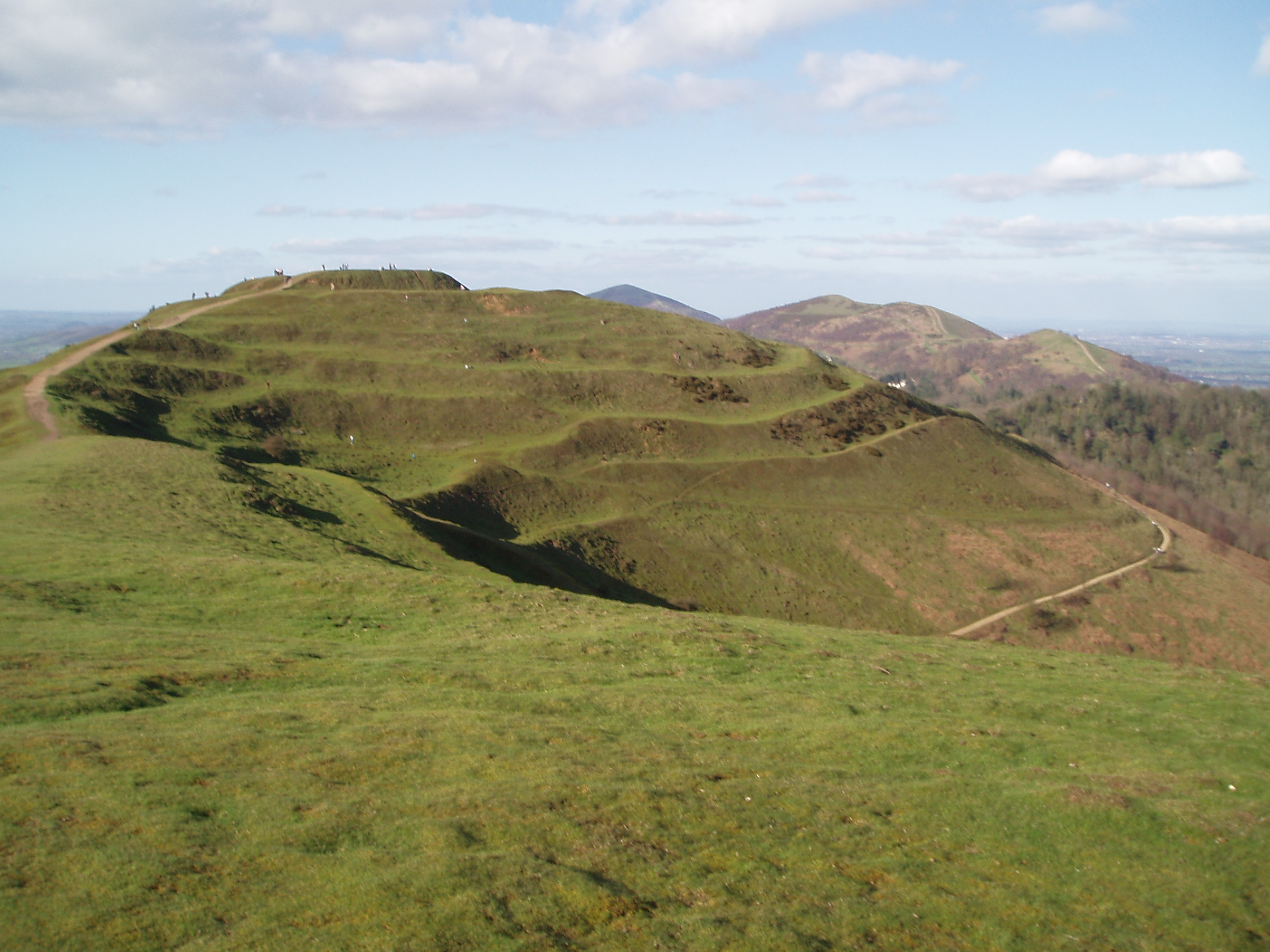
تشكيلات ترابيَّة تعود للعصر الحجريّ في موقع المعسكر البريطانيّ.

عُثِرَ في المنطقة على فُئوس وأنصل وقطع حجريَّة صوانيَّة مُدبَّبة تعود للبشر الذين أقاموا في المنطقة خلال أوائل العصر البرونزيّ.:2 كما اكتشفَ علماء الأثار تشكيل ترابيّ فاصل يرجع لأواخر العصر البرونزيّ (نحو عام 1000ق.م). شُيّد التشكيل الذي يأخذ شكله شكل أخدود على محاذاة جزء من قمَّة التلال بالقرب من موقع المستوطنات البشريَّة اللاحقة. يخترق التلال ممر ويتش الذي كان يُستعمل في عصور ما قبل التاريخ كجزء من طريق الملح الواصل ما بين دروتويتش وجنوب ويلز.:3 عُثِرَ في القرن التاسع عشر على أكثر من مئتيّ سبيكة من النقود المعدنيّة، وهو ما يُدلِّل على استيطان شعب اللاتين للمنطقة في نحو عام 250 ق.م.:5 تتناقل التقاليد الفلكلوريَّة القديمة قصّة عن وقوع المواجهة الأخيرة ما بين الملك القبليّ البريطانيّ كَراتاكُوس والرومان في الموقع المعروف حاليًا باسم المعسكر البريطانيّ. يقع هذا المعسكر على إحدى قمم تلال مالفرن بالقرب من موقع البلدة الحاليّ، ويتميز بكثرة انتشار التشكيلات الترابيَّة العائدة للعصر الحديديّ فيه. هناك خلاف حيال صحّة القصّة من عدمه حيث أشار المؤرِّخ الرومانيّ تاسيتس إلى حدوث المواجهة في موقعٍ مختلف يدنو من نهر سيفرن. ولذلك لا يوجد دليل تاريخيّ يشير إلى قيام الرومان بالفتك بمستوطنة المعسكر البريطانيّ. بيدَّ أنَّ أعمال التنقيب في حصن تلّة ميدسُمر، وحصن تلّة بريدن، وحصن كروفت أمبري القريبين يشيرون إلى آثار تخريب عنيف وقع فيها حوالي عام 48م. وهذا ما قد يؤشِّر إلى هجر أو تَدمُّر المعسكر البريطانيّ في نفس الفترة تقريبًا.
أشارت دراسة أجرتها المفوضية المَلكيَّة شمِلت صورًا فوتوغرافيَّة جويَّة للتلال في عام 2005 إلى وجود أفاق أثريَّة عديدة يمكن التقصي حولها ضمن الموقع الذي اعتبرت تعرُّضه للتجاهل الكبير، وأكَّدت الدراسة على ما قد يفتحه ذلك من مجالات أمام عدد من المشاريع البحثيَّة. عُثِرَ في المنطقة على آثار فخاريَّة ترجع للفترة المتراوحة ما بين أواخر العصر البرونزيّ والفتح النورمانيّ. هذا وقد كُشِفَ عن هذه الآثار من خلال الاستعانة بعدَّة أساليب مأخوذة من علم الصخور الأثريّ. كان يجري تداول السلع والبضائع عبر نهر سيفرن وصولًا إلى جنوبيّ ويلز. كانت قطعان المواشي ترعى في هور لونغدون وغيرها من الأهوار الواقعة على سفح مالفرن تشيس. كان تدبُّر الأراضي الحرجيَّة والاستفادة منها كبيرًا حيث شكَّلت مصدر وقود لأفران الحرق.

### تاريخ البلدة الرهباني

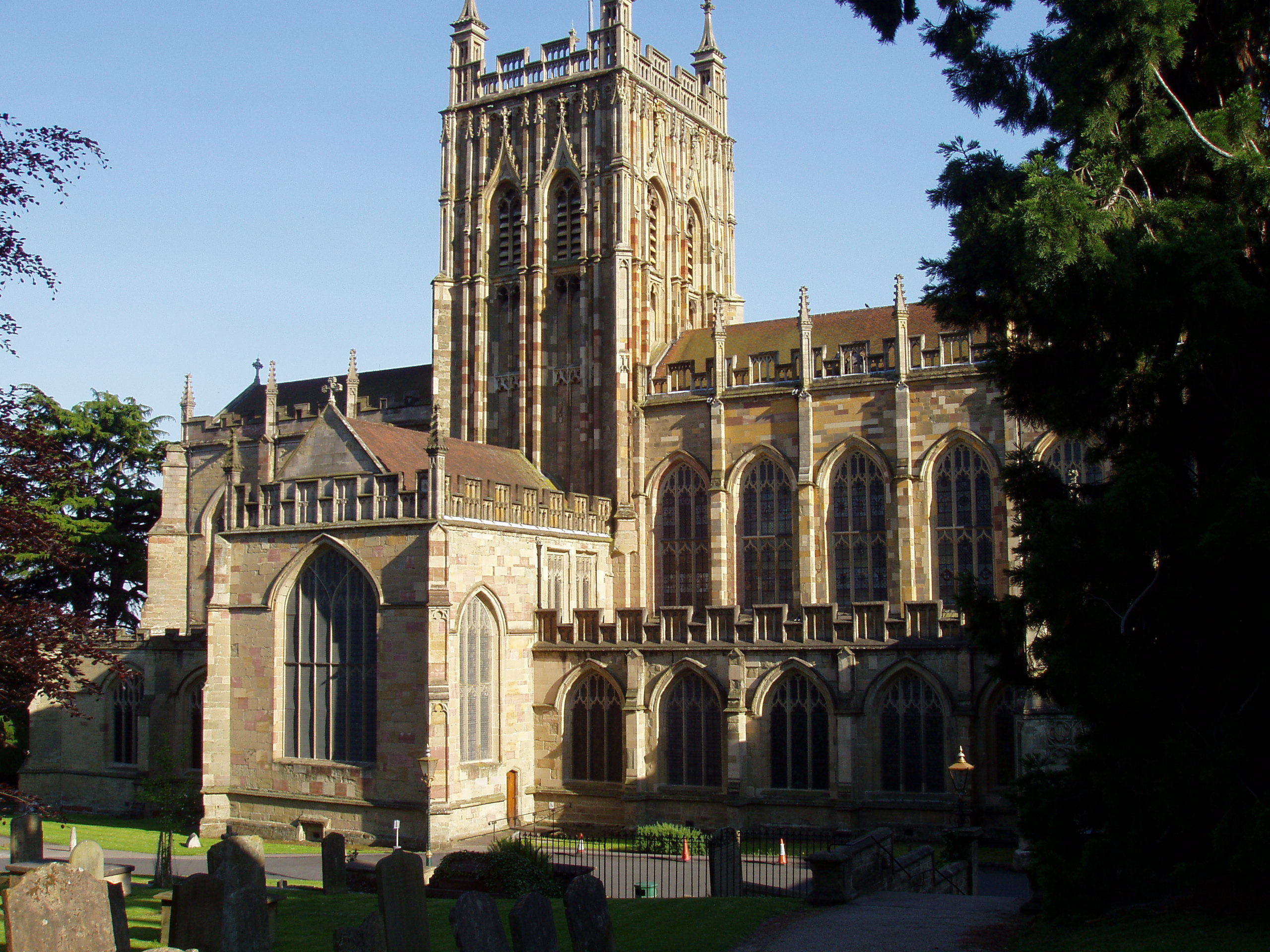
دير مالفرن الكبير.

لا يُعرف الكثير عن تاريخ مالفرن خلال الألف سنة اللاحقة. أمَّا بعد ذلك فوصِفت البلدة في الوثائق التاريخيَّة على أنَّها منسك أو دار دينيَّة كانت قد تبرَّع بها إدوارد المعترف. إذ أقام فيها قبل الفتح مجموعة من الرهبان.:14 تتضمَّن الإضافات على أحد مُؤلَّفات ويليام دوغديل مقطعًا مأخوذًا أمام الملك في يورك عام 1387. يُشير هذا المقطع إلى وجود تجمُّع من الناسكين في مالفرن في وقتٍ ما قبل الفتح. يذكر كتاب ونشيستر المستوطنة الواقعة بالقرب من مالفرن الصغرى التي كان يوجد فيها دير أصغر وليس دير مالفرن الآخر الذي يعود تاريخ وجوده إلى ما قبل الفتح النورمانيّ. يُرجِّح المؤرِّخون إنشاء الإيرل الساكسونيّ هارولد غودوينسون من هيرفورد للقلعة المحصَّنة ذات الأسوار التي كانت جاثمة على قمَّة التشكيلات الترابيَّة في موقع المعسكر البريطانيّ قبيل الفتح النورمانيّ. دمَّر الملك هنري الثاني هذه القلعة في عام 1155.
قامت البلدة حول موقع دير الرهبان البندكتيين خلال القرن الحادي عشر تقريبًا. لم يبقى من الآثار الشاهدة على الدير في يومنا هذا سوى البوابة والكنيسة الأبرشيَّة الكبيرة. هنالك عدَّة روايات تاريخيَّة مُختلفة تحكي قصّة تأسيس هذا المجمع الدينيّ، ويُلاحظ اختلافها فيما بينها بعض الشيء. تروي الأسطورة تأسيس الدير عقب مقتل القديس ويرستان وهو راهب من ديرهورست. كان ويرستان قد فرَّ من الدنماركيين واِلتجأ إلى غابات مالفرن التي تأسَّس فيها المنسك.:11 يُعتقد أن المصلى الكنسيّ المُكرَّس للقديس ويرستان أُقِيم في موقع كنيسة القديس ميخائيل التي يُعتقد أنَّ أساسها يحتل موقع فيلا بيلو سغواردو العائدة المبنيّة على الطراز الفيكتوريّ. بُنيت هذه الفيلا في موقع كوخ الناسكين (كما يُعرف محليًا). هذا وقد هُدم الكوخ في عام 1825، ولكن عُثِرَ فيه على نقوشٍ كنسيَّة، بالإضافة إلى سرداب قروسطيّ، وعظام بشريَّة، وأجزاء من تابوت. خلُص المؤرِّخون المختصون إلى أنَّ القديس ويرستان كان الشهيد الأصلي الذي قضى وهذا رغم أنَّ الروايات المتناقلة ليست سوى أساطير رهبانيَّة.

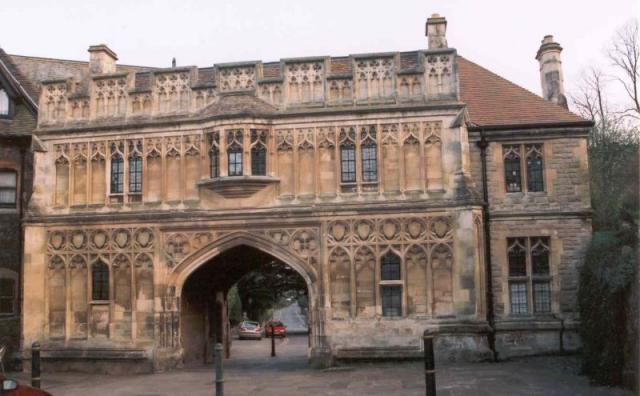
بواية الدير وسط البلدة التي أصبحت الآن مُتحفًا محليًّا.

يعود فضل تأسيس الدير إلى ألدوين الذي كان أول رئيس رهبانيّ في تاريخه حيث جاءت الفكرة أخذًا بالتوصية التي أصدرها أحد الأساقفة العالمين بشؤون المنطقة. ضمَّ الدير ثلاثين راهبًا بحلول عام 1135. خلِفَ الفيلسوف والفلكيّ والتشر المالفرنيّ ألدوين في مهام إدارة الدير. عُرِف عن والتشر انحدار أصوله من منطقة اللورين في فرنسا. ويُشير الحجر الشاهد على قبره الذي ذِكرت التفاصيل المُدوَّنة عليه في سجّلات الدير الكنسيَّة بأنَّ نشأة الدير صادفت عام 1085، وجاءت على خلفية منح إدوارد المُعترف لمنسكٍ كان قائمًا في المنطقة التي أُقِيم بها الدير. تُصوِّر نافذة زجاجيَّة مُعشَّقة قديمة في كنيسة الدير أسطورة القديس ويرستان حيث تدخل في تفاصيل رؤياه وسقوطه شهيدًا وتكريس الكنيسة الصغيرة باسمه والتفويض الذي أصدره إدوارد المعترف لأجل تشييد الدير.
ذكرت وثيقة تاريخيَّة تعود للقرن الثامن عشر تكريس دير للقديسة مريم العذراء خلال السنة الثامنة عشر من عهد ويليام الفاتح (على الأرجح عام 1083). في حين وردَ في كتاب «تاريخ مقاطعة فيكتوريا» كيف قام الناسك ألدوين الذي عاش في عهد إدوارد المعترف برفع اِلتماسَ يدعو فيه إيرل غلوستر للتبرُّع بالأرض التي سيُبنى عليها الدير حيث ينقل المُؤلِّف ذلك عن ما أورده المؤرِّخ جرفيس من كانتربري.
وقعت العقارات الكبيرة المنتشرة حينها في مالفرن ضمن الأراضي الملكيَّة الممنوحة لإيرل غلوستر السابع غيلبرت (المُلقَّب بـ«الأحمر»)، فضلًا عن إيرل هيرتفورد السادس الذي نال حصّة منها بعد زواجه من جوان العكاويَّة ابنة الملك إدوارد الأول في عام 1290. أدَّت الخلافات الناشِبة حيال الاستفراد بحق الصيد في المنطقة إلى نشوب عدَّة نزاعات مُسلَّحة مع إيرل هيرفورد الثالث همفري دي بوهن ممّا استدعى تدخُّل الملك إدوارد بنفسه. هذا وقد جاءَ نوت على ذِكر تقديم غيلبرت للهدايا والهِبات للدير، ووصف «الصراع الكبير» الذي خاضه الأخير مع توماس دي كانتيلوب أُسقف هيرفورد حول الاستفراد بحق الصيد، بالإضافة إلى أخدودٍ كان غيلبرت قد حفره في البقعة المُتنازع عليها. توصَّل الرجلان في نهاية المطاف إلى تَسوية بعد تقاضٍ مُكلف. كذلك دخلَ غيلبرت في صراع مع الأسقف ومدير كاتدرائية ورشستر ومستشار إنجلترا سابقًا غودفري غيفارد. دخلَ غودفري الذي بادر إلى منح بعض الأراضي إلى دير مالفرن:52 في مُشادّات قضائيَّة حول الأمر، ولكنها انتهت بالحل بعد تدخُّل المستشار روبرت بورنل.
شدَّد تقصي بحثيّ يرجع لعام 2005 على أهمية الدور الذي لعبته مالفرن في تطوّر الزجاج المُعشَّق. إذ ركَّز التقصي على النوافذ المُزيَّنة بالزجاج المُعشَّق في كنيسة الدير من ناحية علاقتها مع العامَّة. تناول التقرير عدَّة مواضيع منها العقارات الواسعة والمهمّة استراتيجيًا التي كانت مالفرن جزءًا منها خلال القرنين الخامس عشر والسادس عشر، وانتشار الوعي الكبير حيال الدير، واحتمالية مرور طريق خاص بالحجّاج عبر البلدة. كما ذكر التقصي وجهة نظر المؤرِّخ توماس وولسينغهام الذي اشتبه في أنَّ الفارس الويكلفيّ جون أولدكاسل اتخذ البلدة مكانًا للاختباء في عام 1414. ذكر تشامبرز فيما يتعلق بالزجاج المُعشَّق قوله: «لقد كان حال مالفرن محط إعجاب هنري السابع وقرينته (إليزابيث اليوركيَّة) وابنهما الاثنين الأمير أرثر والأمير هنري» ما جعلهم يُكرمون الدير بالعطايا الكثيرة.
خضعت المنطقة والأرض المُخصَّصة للصيد المُحيطة بها للقانون المتعلق بالغابات على اعتبار كونها جزء من الغابات الملكيَّة، ولكن توقِفَ عن العمل بهذه القوانين بحلول عهد آل تيودور حيث أضحت الأراضي الملكيَّة مشاعًا عامًّا.

### أعقاب حل هنري الثامن للأديرة
شهِدت البلدة تعيين مفوضين محليين خلال فترة حل الملك هنري الثامن للأديرة حيث وقع على عاتق هؤلاء التأكد من استخدام كنائس الدير بغرض العبادة الدينيَّة. أمَّا في حال مخالفة هذا الشرط فيُحل الدير ويُعرض للبيع على مُرتادي الأبرشية وهو ما حصل بالفعل. إذ استحوذ ويليام بينوك على دير مالفرن وما فيه من نوافذ الزجاج المعشَّق العائدة للقرن الخامس العشر. كما فُكِّكت مباني الدير وبِيعَ أي شيء أمكن استعماله باستثناء مبنى الكنيسة الذي لحِقَ الدمار جناحه الجنوبيّ المُجاور لأروقة الدير المسقوفة ذات الأقواس. ولم يبقى من دير مالفرن في يومنا هذا سوى بوابته التي أُقِيمَ فيها متحف مالفرن.
ذكرت وثيقة امتياز للأراضي أصدرتها الملكة إليزابيث الأولى في عام 1558 وجود بئر مُقدَّس في المنطقة. وأوردت هِبة أراضي مَلكية عُشريَّة صادرة في عام 1589 غِنى المنطقة بحيوانات تجاريَّة من خِرفان، وخنازير، وعجول، ودجاج، بالإضافة إلى نباتيّ التِيل والكتَّان. جعلت إليزابيث الأولى مستشارها السير توماس بروملي لوردًا إقطاعيًا على المنطقة. هنالك توثيق تاريخيّ للمنطقة عمّا أوردَه المؤرِّخ المُعاصر لتلك الحقبة جون ليلاند من وصف لتلال مالفرن وقلعة هانلي.
حاول الملك تشارلز الأول تسوير وبيع ثلثيّ أراضي الصيد المُحيطة بالبلدة في ضوء مساعيه الراميَّة لجمع المال للتاج من خلال بيع الغابات المَلكيَّة. أدَّت محاولات الملك لتسوير هذه الأراضي التي استعملها عامَّة الشعب إلى اندلاع اضطرابات وأعمال شغب، وهي كانت جزء من القلائل التي انتشرت في أراضي التاج التي اُنتزِعت امتيازاتها كغابات مَلكيَّة. أصدرت محكمة مجلس الخزانة خلال عهد تشارلز الأول مرسومًا في عام 1633 يقضي بأحقية عامَّة الشعب بثلثيّ أراضي تلال مالفرن وأحقية التاج والسير كورنيليوس فيرمويدن والمنحدرين عنه بالثلث المُتبقي من هذه الأراضي. وجاء ذكر هذا المرسوم في ديباجة قانون تلال مالفرن لسنة 1884. أضحت مالفرن بحلول ذلك الوقت تجمُّعًا سكانيًا معتبرًا حيث كانت البلدة الأكبر في المنطقة.

### تطور البلدة كمنتجع للمياه المعدنية (ما بين القرنين السابع عشر والتاسع عشر)

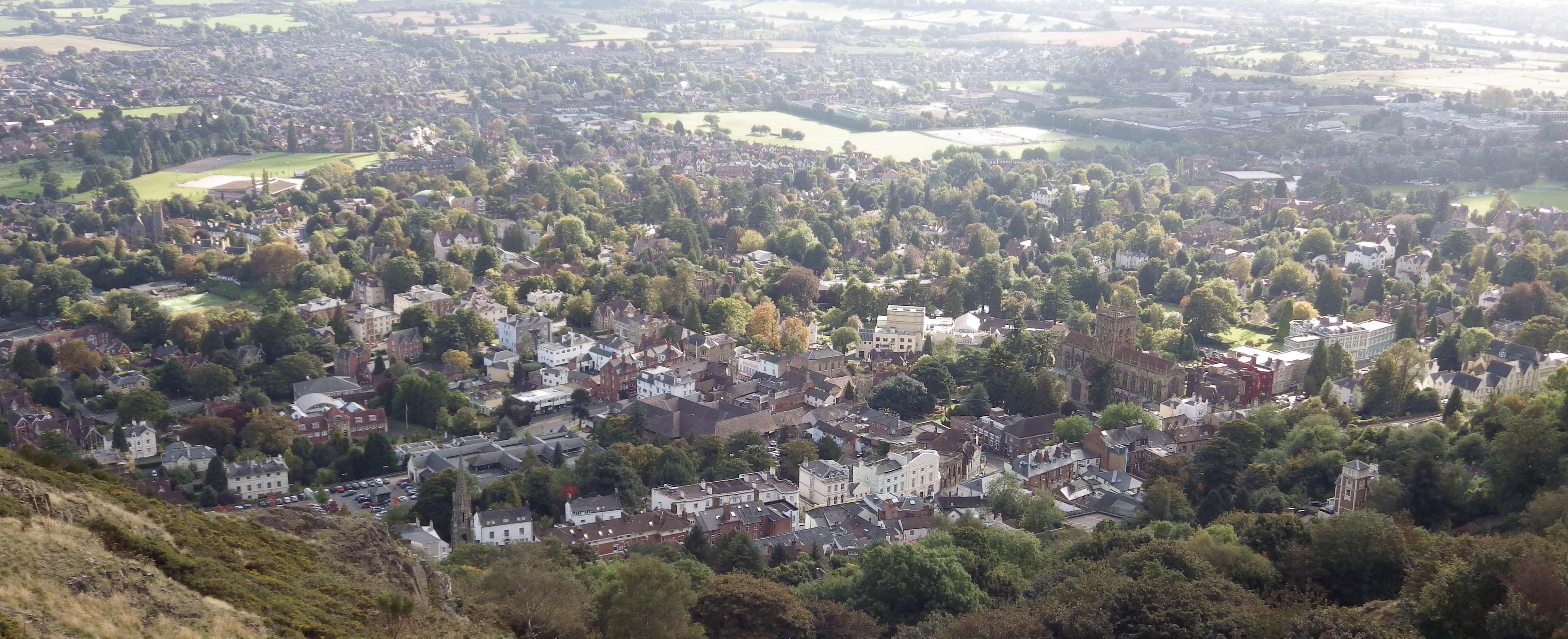
تعود نشأة وتطوّر القسم الأكبر من منطقة مالفرن الكبرى المشهورة بينابيعها المعدنيَّة إلى القرن التاسع عشر.

تطورت مالفرن لتصبح مقصدًا للعديد من السيّاح والعاجزين بعد انتشار المزاعم التي تحدَّثت عن الفوائد الاستشفائيَّة التي تتميز به مياهها، بالإضافة إلى الجمال الطبيعيّ الأخَّاذ لهذه المنطقة.:197 تحكي الأسطورة أنَّ الفائدة الشفائيَّة لمياه النبع كانت معروفة خلال العصور الوسطى. هذا وذكرت قصيدة منسوبة إلى الأب إدموند ريا (الذي غدا فيكار مالفرن الكبير في عام 1612) القيمة العلاجيَّة لمياه مالفرن وكيف عبئها أهلها في قوارير خاصَّة. تحدَّث الباحث في طب العيون ريتشارد بانستر في قصيدة قصيرة نظمها في عام 1622 عن وجود نبع شريرة بالقرب من النبع المُقدَّس. نشر الدكتور جون وول كتيبًا مُؤلَّفًا من أربعة عشر صفحة يتناول فوائد مياه مالفرن في عام 1756. ازداد حجم الكتيب مع صدور الطبعة الثالثة منه ليُصبح كتابًا بلغت عدد صفحاته الـ158 صفحة في عام 1763. كما امتدح فوائد مياه مالفرن كل من عالم النبات بنجامين ستلينغفليت (في عام 1757)، والشاعر توماس وارتون (في عام 1790)، فضلًا عن وليام آديسون طبيب دوقة كنت ووالدة الملكة فيكتوريا في عام 1828. إذ قام المؤرِّخ الطبيّ مكمينمي بجمع وتوثيق أقول هؤلاء الثلاثة حول هذا الموضوع. تحدَّث آديسون في محاضرة ألقاها في المعهد الملكيّ عن هواء البلدة النقي والمنعش، وحسن مياهها، وجمال مناظرها. انتشرت في الصحافة الإنجليزيَّة توصيفات مشابهة حيث تناولت الصحف اصطحاب نيكولاس فانسيتارت لزوجته كاثرين في رحلة للنقاهة والعلاج في عام 1809. هذا وقد أشادَ تشامبرز في كتابه حول البلدة بكونتسة هاركورت إليزابيث (زوجة ابن إيرل هاركورت الأول) التي أسهمت تبرعاتها السخيَّة في تطوير العديد من المماشي التي انتشرت على جوانب تلال مالفرن.
شهدت صناعة تعبئة وبيع مياه مالفرن نموًا كبيرًا خلال هذه الفترة. افتتح الطبيبان الرئدان في مجال التداوي بالمياه جيمس ويلسون وجيمس مانبي غولي عيادات في مالفرن في عام 1842. وهكذا سرعان ما غدت مالفرن من البلدات السكنيَّة الشهيرة بينابيعها المعدنيَّة:127 حيث بُنِيت فيها خلال فترة ازدهارها عدَّة فنادق كبيرة والكثير من الفيلّات. أمَّا دور الضيافة والفنادق الأصغر حجمًا فشُيِّدت فيها خلال الفترة من نحو عام 1842 حتَّى عام 1875. بلغَ مجموع عدد الفنادق والأنزال في البلدة 95 بحلول عام 1855. مثَّلت ربع منازل البلدة البالغ عددها ثمانمئة منزل منشآت مُعَدَّة لاستقبال الزوَّار بحلول عام 1865. كانت معظم تلك المنشآت مُتركِّزة في منطقة مالفرن الكبرى وسط البلدة، في حين انتشر بعضها الآخر في المستوطنات المجاورة للينابيع، ومنطقتيّ مالفرن لينك، ومالفرن الغربيَّة.:190
شهدت البلدة زيارة الملكة أديلايد لبئر القديسة آن في سبتمبر عام 1842.:183 اجتذبت مالفرن العديد من الزوَّار المعروفين خلال أربعينيات وخمسينيات القرن التاسع عشر حيث كان من ضمنهم العديد من أعضاء العائلة المالكة. ومن بين الشخصيات الشهيرة التي قصدتها بغرض التداوي كل من تشارلز داروين، وكاثرين زوجة تشارلز ديكنز، وتوماس كارليل، وفلورنس نايتينغل، ولورد ليتون الذي عُرِفَ عنه مديحه لمياهها، ولورد تينيسون، وصامويل ويلبرفورس.
اِكتملَ مد خط السكة الحديديَّة الواصلة ما بين ورسستر ومالفرن لينك بتاريخ 25 مايو عام 1859. نقلت السكك الحديديَّة خلال السنة اللاحقة العديد من الزوَّار المنتمين للطبقة الوسطى، فضلًا عن المتجولين من أبناء الطبقة العاملة الذبن توافدوا على البلدة من مدلاندز الغربيَّة حيث قصدَ ما يناهز العشرة ألاف شخص المحطّات المُفتتحة حديثًا في مالفرن الكبرى ومنطقة الينابيع.:191 كثِرت رحلات القطارات إلى البلدة خلال ساعات النهار في الفترة من يونيو حتَّى سبتمبر ما جعل شوارعها تغص بالزوَّار الفضوليين في كثيرٍ من الأحيان.:191
نظَّمت العديد من المصانع رحلات ميدانيَّة إلى مالفرن من شتَّى أنحاء البلاد حيث جاءها البعض من مانشستر في الشمال، وذلك على خلفية اشتهار المنطقة بجمال طبيعتها، وفوائد مياه ينابيعها، وسهولة بلوغها عبر السكك الحديديَّة حيث بلغ عدد زوَّارها يوميًا نحو خمسة ألاف شخص. استنكرَ أهالي البلدة في اجتماعٍ عقدوه في عام 1865 ارتفاع تذاكر القطارات الذاهبة للبلدة التي أصبحت تكاليفها تعادل ضعف تذاكر خطوط القطارات العاديَّة الأخرى معتبرين الأمر برمَّته استغلالًا واضحًا للإقبال السياحيّ الكبير الذي تحظى به المنطقة. وعليه فقد طالب الأهالي بالحد من عدد قطارات الجولات السياحيَّة الذاهبة للبلدة. مكَّن ارتباط مالفرن المباشر بالسكك الحديديَّة من نقل الفحم الحجريّ بكميات ضخمة إليها ممّا لعب دورًا كبيرًا في تحوّل البلدة إلى منتجع شتويّ ذي شعبية كبيرة.:126
تذكر طبعة سنة 1887 من دليل بيديكر لإرشاد السيّاح البلدة ضمن مسار الرحلة الواصل ما بين مدن لندن، وورسستر، وهيرفورد. كما يصفها الدليل بـ«المنتجع الصحيّ الداخليّ»، ويشير إلى هوائها المنعش وأجوائها الباعثة على السرور، وأهميتها كمركز تعليميّ. ويذكرُ وجود خمسة فنادق تُستحسن الإقامة فيها، بالإضافة إلى فندق تجاريّ واحد، والعديد من الجولات الميدانيَّة المحليَّة على العربات أو المهور أو سيرًا على الأقدام. في حين أتت توصيفات أخرى على ذكر انتشار المجموعات الموسيقيَّة، وإقامة العديد من الحفلات الراقصة الرباعيَّة، ومباريات الكريكت التي يتبارى فيها الزوَّار مع الأهالي، فضلًا عن وجود قاعات مُخصَّصة للبلياردو.:197 مكثت دوقة تيك في البلدة بصحبة ابنتها ماري (عقيلة جورج الخامس) في خريف عام 1891. وانضمَ إليهما كل من الليدي إيفا غريفيل، ودوق تيك. اُفتتِنت الدوقة بالبلدة والمناطق المحيطة بها إلى أبعد الحدود، وزارت مع الدوق كلية مالفرن. عادت بعدها الدوقة إلى البلدة لافتتاح محطّة مائيَّة جديدة في كامب هيل عام 1895. سافرَ الرسَّام إدوارد بورن جونز إلى البلدة بغية استنشاق هوائها المنعش في عام 1897 بعدما أوصاه طبيبه بذلك، ولكنَّه مكث في فندقه لمدَّة أسبوع. زار فرانكلين روزفلت البلدة برفقة أهله حين كان في السابعة من عمره في عام 1889، وذلك خلال رحلة العائلة إلى أوروبا.
بلغت انتهاكات أصحاب العقارات للأراضي المقفرّة في البلدة مستويات جديدة بحلول عام 1875. ولذلك فقد اتخذ أهل البلدة وجمعية العموم عددًا من الإجراءات للحد من هذه الانتهاكات. لمَّحَ اللوردات الريفيين في المنطقة إلى رغبتهم في التخلي عن حقوق إدارة المخلفات ونقلها للعامَّة. هذا وقد جرت مفاوضات مع أصحاب التلال الشماليَّة عقب منع تسوير أرض مشاع في عام 1882، وبعد ذلك أقرَّ البرلمان قانون تلال مالفرن الأول في عام 1884. مكَّنت قوانين لاحقة أمناء التلال من الاستحواذ على الكثير من الأراضي بهدف منع التعدّي على مزيد من الأراضي العامَّة حيث استطاعوا بحلول عام 1925 شراء معظم الأراضي المقفرّة التي تملّكها الإقطاعيين الريفيين سابقًا.:193:247,248
تراجعت شعبية التداوي بالمياه مع حلول نهاية القرن التاسع عشر. وصاحب ذلك تحوّل العديد من فنادق المنطقة إلى مدارس داخليَّة خاصَّة ومنازل صيفيَّة. وهكذا بات التعليم القطاع الاقتصاديّ الأهم محليًا في مالفرن. ومع ذلك فقد كان التعليم قبل ذلك يلعب دورًا هامًا في الاقتصاد المحليّ:195 حيث بلغ عدد المدارس الداخليَّة منفصلة الجنس الموجودة في البلدة 17 مدرسة في عام 1865. وارتفع هذا العدد ليصبح 25 مدرسة بحلول عام 1885. كانت المنطقة ملائمة جدًا لإقامة المدارس فيها بسبب بيئتها الطبيعيَّة الجذابة وسهولة الوصول إليها عبر القطار. إذ استطاعَ الأطفال السفر مع حقائب سفرهم دون مرافقة إلى المدارس الداخليَّة بالقرب من محطّات القطارات في مناطق ينابيع مالفرن ومالفرن الكبرى ومالفرن لينك. فمثًلا تقع مدرسة سانت جيمس الخاصَّة للبنات (المعروفة سابقًا باسم كلية مالفرن للبنات) المُنشأة في مبنى فندق سابق قبالة محطّة مالفرن الكبرى للسكك الحديديَّة. يوجد في هذه المدرسة نفق (الآن مهجور) يصل إلى القبو، ويُمكن للناظر رؤيته من كلتا منصّتيّ المحطّة.

### القرن العشرين
تطوَّرت مالفرن وغدت من البلدات الحديثة بدايةً من مطلع القرن العشرين. ومع ذلك فقط حافظَ القطاع الزراعيّ المحليّ على وجوده وأهميته الاقتصاديَّة. أضحت البلدة مركزًا للبحوث العلميَّة على أثر التغييرات الناجمة عن الحرب العالميَّة الثانيَّة، وهو ما بدّل من تركيبها السكانيّ وطبيعة النشاطات المُمارسة فيها.:230

## التقسيم الإداري

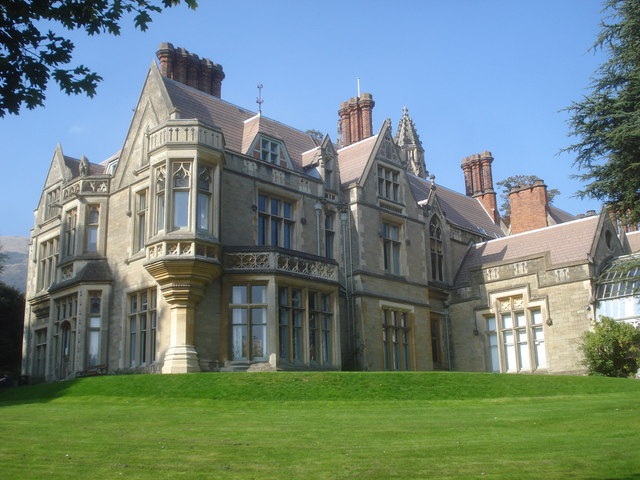
يعدّ مبنى دار المجلس المقر الإداريّ لمجلس المقاطعة. ويعود تاريخ تشييده إلى عام 1874.

تعدّ مالفرن بلدة وأبرشية مدنيَّة حيث يتولّى إدارتها في أدنى مستويات الحكومة المحليَّة مجلس بلديَّة خاص. يتبع هذا المجلس لمقاطعة مالفيرن هيلز الواقعة في مقاطعة ورشستر (مقاطعة تتألَّف من ثمانية وستين أبرشية مدنيَّة واثنان وعشرين حي انتخابيّ). أُعِيدَ تعريف حدود الأحياء من أحياء مجلس مقاطعة مالفرن الحضريّ السابق (1900-1974). فقدت الأحياء التاريخيَّة مالفرن الكبرى، ومالفرن لينك، وشمال مالفرن، وكولي، وغيرها قدرًا كبيرًا من أهميتها وكثيرًا من الفروق الفاصلة فيما بينها نتيجة التغييرات العديدة التي طرأت على هيكلة الحكومة المحليَّة في المنطقة منذ مطلع القرن العشرين.
تضمَّنت أبرشية مالفرن الكبرى في السابق كلًا من قرية غوارلفورد وناحية نيولاند الكنسيَّة الصغيرة. إذ امتدَّت الأبرشية من نهر سيفرن شرقًا إلى تلال مالفرن غربًا. انفصلت غوارلفورد عن مالفرن الكبرى لتصبح أبرشية مدنيَّة مستقلة في عام 1894. كان ذلك تنفيذًا لما جاء في قانون الحكومة المحليَّة لسنة 1894 الذي نصَّ على استحدث مجالس مقاطعات حضريَّة لمالفرن ومالفرن لينك. غطَّت أبرشية غوارلفورد معظم الأجزاء الشرقيَّة من مالفرن وذلك يشمل أجزاءً من مناطق مالفرن الكبرى، وبيكرزلي، وبولبروك، وبارنردز غرين، وهول غرين وشيردز غرين. بيدَّ أنَّ مقاطعتيّ مالفرن ومالفرن لينك الحضريتين اندمجتا بحلول عام 1900، واحتلتا أجزاءً من الأبرشيات المجاورة لهما لتُشكِّلا بلدة مؤلَّفة من ستّة أحياء تتبع جميعها لمجلس مقاطعة مالفرن الحضريّ.:197 عُدِّلت الحدود الإداريَّة للمنطقة مُجدَّدًا في عام 1934، وغدت تلك المناطق تابعة لمجلس مالفرن.
يعمل على تمثيل أهل البلدة المقيمين في الأحياء الانتخابيَّة الستة للمجلس عشرين عضو منتخب. ويتولّى فريق من الإداريين التنفيذيين رفيعي المستوى مساندة المجلس في تنفيذ مهامه. ويشمل هؤلاء الإداريين كلًا من أمين السجل البلديّ، ورئيس البلدة، والمسؤول عن العمليات والفعاليات، ومسؤول البلدة الماليّ، ومديريّ عمليات، ومشرف العمليات، وثمانية مشرفين على صيانة الحدائق. قُسِّمت الأحياء تبعًا للتوزُّع السكانيّ وغالبًا ما يجري تجاهل أسماء الأحياء والضواحي التي يحويها كل حي انتخابيّ ويُستعاض عنها بأسماء مستعارة:
- تشيس، سُمِّيت على اسم منطقة مالفرن تشيس وتُغطّي معظم بارنردز غرين، وأراضي شركة كنيتيك التابعة لوزارة الدفاع البريطانيَّة، بالإضافة إلى حرم مدرسة تشيس، وقرية بولبروك، والمنطقة الجنوبيَّة الشرقيَّة المُتاخمة لبولبروك وأراضي مالفرن العامَّة.
- دايسون بيرنز، تُشكِّل القسم الشماليّ من مالفرن وتجاور منطقة لينك. يقع فيها حرم مدرسة دايسون بيرنز، بالإضافة إلى قرى إنترفيلد، وهالفكي، وهاوسل العليا. كما يشمل هذا الحي الانتخابيّ منطقة مالفرن فيل الجديدة.
- لينك، تُغطّي معظم المنطقة الممتدة شمال لينك كومن بين لينك العليا ونيولاند، وكلًا من هاوسل العليا والدنيا.
- شمال مالفرن، منطقة تمتدُّ بين لينك العليا وأبرشية غرب مالفرن. تتضمَّن قرية كاولي السابقة.
- بيكيرزلي، تتضمَّن جزءًا من الحدود الإداريَّة السابقة لمالفرن الكبرى شرقيّ السكة الحديديَّة بين بارنردز غرين ومالفرن لينك وصولًا إلى مادرسفيلد، بالإضافة إلى قريتيّ هول غرين، وشيردز غرين، وجزء من بارنردز غرين.
- الدير، تغطّي معظم أجزاء مالفرن الكبرى، وتتضمَّن وسط البلدة، فضلًا عن المناطق الواقعة غربيّ السكة الحديديَّة بين شمال مالفرن وأبرشية ينابيع مالفرن المدنيَّة.[67]

## وصلات خارجية
- الموقع الرسميّ لمجلس بلدة مالفرن (بالإنجليزية)
- متحف مالفرن (بالإنجليزية)